# Fort Apocalypse
Fort Apocalypse è un videogioco pubblicato nel 1982, inizialmente per Atari 8-bit e poi convertito per Commodore 64, in cui si controlla un futuristico elicottero in un assalto a una enorme fortezza sotterranea.
Una versione per ZX Spectrum venne pubblicizzata ma mai pubblicata.

## Trama
Un futuristico elicottero, descritto come jet-copter o rocket copter, deve penetrare in Fort Apocalypse, la fortezza dei Kralthan formata da due livelli sotterranei di caverne piene di difensori e trappole. In ogni livello ci sono prigionieri da recuperare, infine il rocket copter dovrà distruggere il cuore della fortezza e riuscire a tornare in superficie.

## Modalità di gioco
La visuale è bidimensionale laterale, con scorrimento libero in tutte le direzioni in base al movimento del rocket copter. Risentendo anche leggermente della gravità, bisogna evitare di toccare le pareti delle caverne, le mine volanti e le barriere laser.
L'elicottero spara orizzontalmente quando è rivolto a destra o sinistra, ma mentre avanza si inclina un po' in avanti e così anche la traiettoria dei proiettili si inclina un po' verso il basso. Quando è rivolto verso lo schermo (posizione intermedia per cambiare direzione) spara in verticale verso il basso. Oltre che ai nemici, che sono carri armati, elicotteri e mine volanti, spesso è necessario sparare a dei muri e distruggerli un blocco alla volta per poter passare.
Si ha a disposizione una minimappa con raggio limitato chiamata Navatron. Il carburante è limitato e può essere rifornito su apposite piattaforme. Altre piattaforme, atterrandovi, permettono di ricominciare da lì quando si perde una vita.